# النجادي (حبيش)

تعديل مصدري - تعديل

النجادي هي إحدى قرى عزلة صائر بمديرية حبيش التابعة لمحافظة إب، بلغ تعداد سكانها 184 نسمة حسب تعداد اليمن لعام 2004.